# Hannes Soomer
Hannes Soomer (* 17. Februar 1998 in Tallinn) ist ein estnischer Motorradrennfahrer. Sein Spitzname lautet „The Baltic Bullet“.

## Statistik

### In der Supersport-Weltmeisterschaft

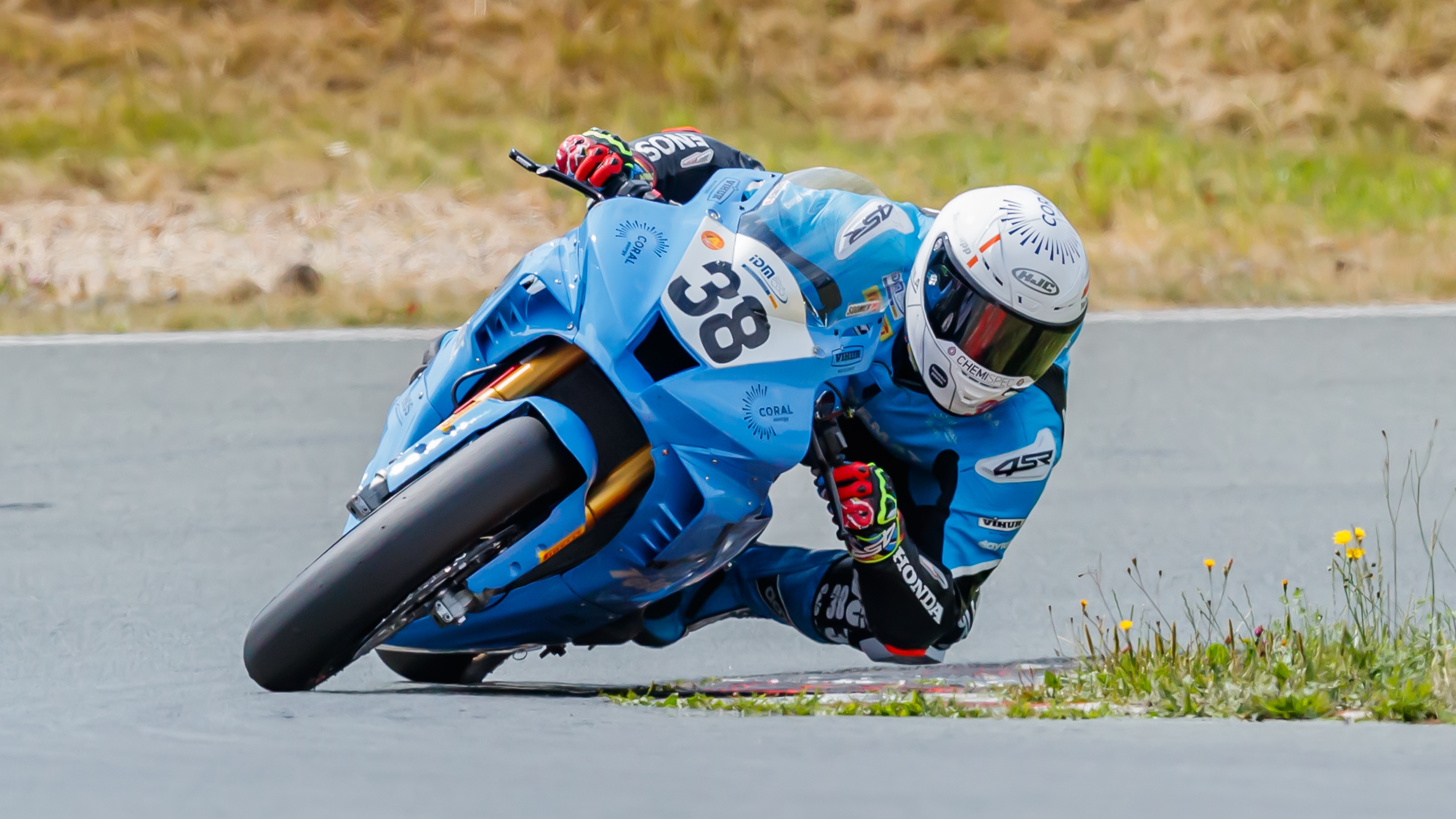
2023 auf dem Schleizer Dreieck

| Saison | Team                  | Motorrad                 | Rennen | Siege | Zweiter | Dritter | Poles | Schn. Runden | Punkte | Ergebnis |
| ------ | --------------------- | ------------------------ | ------ | ----- | ------- | ------- | ----- | ------------ | ------ | -------- |
| 2015   | Kallio Racing         | Yamaha YZF-R6            | 1      | –     | –       | –       | –     | –            | –      | 49.      |
| 2016   | Kallio Racing         | Yamaha YZF-R6            | 3      | –     | –       | –       | –     | –            | 4      | 33.      |
| 2017   | WILSport Racedays     | Honda CBR 600 RR         | 9      | –     | –       | –       | –     | –            | 28     | 18.      |
| 2018   | Racedays              | Honda CBR 600 RR         | 12     | –     | –       | –       | –     | –            | 36     | 16.      |
| 2019   | MPM WILSport Racedays | Honda CBR 600 RR         | 11     | –     | –       | –       | –     | –            | 36     | 14.      |
| 2020   | Kallio Racing         | Yamaha YZF-R6            | 15     | –     | –       | 3       | –     | 1            | 115    | 9.       |
| 2021   | Kallio Racing         | Yamaha YZF-R6            | 17     | –     | –       | –       | –     | –            | 105    | 12.      |
| 2022   | Dynavolt Triumph      | Triumph Street Triple RS | 24     | –     | –       | –       | –     | –            | 95     | 13.      |
| Gesamt | Gesamt                | Gesamt                   | 92     | 0     | 0       | 3       | 0     | 1            | 419    |          |

### In der Superbike-Weltmeisterschaft
| Saison | Team                                | Motorrad          | Rennen | Siege | Zweiter | Dritter | Poles | Schn. Rennrunden | Punkte | Ergebnis |
| ------ | ----------------------------------- | ----------------- | ------ | ----- | ------- | ------- | ----- | ---------------- | ------ | -------- |
| 2023   | Petronas MIE – MS Racing Honda Team | Honda CBR1000RR-R | 6      | –     | –       | –       | –     | –                | 1      | 25.      |
| Gesamt | Gesamt                              | Gesamt            | 6      | 0     | 0       | 0       | 0     | 0                | 1      |          |

### In der IDM Superbike
(Stand: Saisonende 2024)
| Saison | Team                   | Motorrad            | Rennen | Siege | Zweiter | Dritter | Poles | Schn. Runden | Punkte | Ergebnis |
| ------ | ---------------------- | ------------------- | ------ | ----- | ------- | ------- | ----- | ------------ | ------ | -------- |
| 2023   | Enemat Enos Motorsport | Honda CBR 1000 RR-R | 14     | –     | 2       | 6       | –     | 2            | 185    | 4.       |
| 2024   | Enemat Enos Motorsport | BMW M 1000 RR       | 10     | 1     | 3       | 1       | –     | 1            | 136    | 7.       |
| Gesamt | Gesamt                 | Gesamt              | 24     | 1     | 5       | 7       | 0     | 2            | 321    |          |